# ポマーロ・モンフェッラート
ポマーロ・モンフェッラート（伊: Pomaro Monferrato）は、イタリア共和国ピエモンテ州アレッサンドリア県にある、人口約300人の基礎自治体（コムーネ）。

## 地理

### 位置・広がり
| 隣接するコムーネは以下の通り。 - ボルゴ・サン・マルティーノ - ボッツォレ - ジャローレ - オッチミアーノ - ティチネート - ヴァレンツァ - ヴァルマッカ |

### 地震分類
イタリアの地震リスク階級 (it) では、4 に分類される
。